# Condado de Summit (Colorado)
El condado de Summit (en inglés: Summit County), fundado en 1861, es uno de los 64 condados del estado estadounidense de Colorado. En el año 2000 tenía una población de 23 538 habitantes con una densidad poblacional de 14.65 personas por km². La sede del condado es Breckenridge.

## Geografía
Según la Oficina del Censo, el condado tiene un área total de 1733,4 km² (669,3 mi²), de la cual 1701,7 km² (657 mi²) es tierra y 31,6 km² (12,2 mi²) (1.82%) es agua.

### Condados adyacentes
- Condado de Grand - norte
- Condado de Clear Creek - este
- Condado de Park - sureste
- Condado de Lake - suroeste
- Condado de Eagle - oeste

## Demografía
En el 2000 la renta per cápita promedia del condado era de $56 587, y el ingreso promedio para una familia era de $66 914. En 2000 los hombres tenían un ingreso per cápita de $33 741 versus $27 017 para las mujeres. El ingreso per cápita para el condado era de $28 676. Alrededor del 9.00% de la población estaba bajo el umbral de pobreza nacional.

## Ciudades y pueblos
- Blue River
- Breckenridge
- Dillon
- Dyersville
- Frisco
- Heeney
- Keystone
- Montezuma
- Silverthorne